# 谢尔希·马赫诺
谢尔希·米哈伊洛维奇·马赫诺（烏克蘭語：Сергій Михайлович Махно，羅馬化：Serhii Mikhaylovich Makhno，1981年5月21日—）是乌克兰的建筑师、设计师和艺术家。 他是Makhno Studio的创始人。
他的设计曾在米兰的国际家具展（Salone del Mobile）、巴黎设计周、荷兰设计周、新加坡的Galerie 5、京都的Gallery G-77、以及纽约的Les Ateliers Courbet画廊展出。
谢尔希·马赫诺是Dezeen奖、国际建筑与设计奖、建筑大师奖（Architecture MasterPrize）等评委。

## 早年生活与教育
谢尔希·马赫诺于1981年5月21日出生在基辅的一个工人家庭。他有两个弟弟。他毕业于基辅国家建筑与建筑大学，获得建筑环境设计学位。

## 职业生涯
谢尔希·马赫诺于2003年毕业后创立了Makhno Studio，这是一家跨学科的建筑、室内设计和产品设计公司。

### 建筑与设计
该工作室的风格结合了乌克兰的真实性、当代艺术、自然性和未来主义。
工作室的一个主要原则是将经典元素与现代理念结合，使用传统工艺和技术，但在新的背景下呈现。
在此期间，Makhno Studio赢得了多个全球建筑奖项，如The Architecture MasterPrize、IIDA Awards、Restaurant & Bar Design Awards、SBID Awards等。特别是Shkrub项目在2020年和2021年同时赢得了多个著名建筑奖项。

### 艺术
与建筑和设计工作室同时存在的是一个陶瓷工作坊。 在设计中，马赫诺的作品体现了日本的美学和侘寂概念。
谢尔希·马赫诺和他的团队创造家具、灯具、瓷砖和装饰品。2017年，他因陶瓷瓷砖获得了国际红点设计奖，2024年因创新的“活”粘土块再次获奖。 此外，2021年，Khmara陶瓷灯在Big See Interior Design Awards中获得了大奖，并获得了《Interior Design Magazine》奖项。
2017年，工作室在巴黎设计周和荷兰埃因霍温的荷兰设计周上展示了“Transformation. Silence”项目。2019年1月，工作室作为乌克兰集体展台的一部分，参加了Maison&Objet，展示了“Ukrsavana”项目。
2019年，谢尔希和他的工作室在iSaloni.Salone del Mobile.Milano的100米长展台上展示了“Inside. Out”项目。根据ArchDaily报道，陶瓷家具和灯具的组合成为展览的主要趋势之一。
2020年，成立了Makhno Art Foundation，旨在推动新一波乌克兰艺术。
2022年，他发布了第一款陶瓷艺术NFT系列“Meta Dido”。这些数字代币重新诠释了2019年推出的“Dido”系列陶瓷拟动物雕塑。
2023年11月，Zemlya的手工陶瓷家具和装饰品系列在美国纽约的Les Ateliers Courbet展出。
2024年，工作室的艺术作品成为由华纳兄弟探索全球消费品、DC和Relevance International's Brand Experience & Partnerships联合推出的沉浸式戏剧表演Wayne Enterprises Experience的展品，纪念蝙蝠侠特许经营35周年。重现的布鲁斯·韦恩的豪宅中展出了工作室专门为该活动创作的物品。

## 展览
- 2017年 – 巴黎设计周，法国巴黎。[4]
- 2017年 – 荷兰设计周，荷兰埃因霍温。[5]
- 2019年 – Maison&Objet，法国巴黎。[31]
- 2019年 – 米兰国际家具展，意大利米兰。[32]
- 2021年 – 2020年迪拜世博会，阿联酋迪拜。[37]
- 2023年 – Gallery G-77，日本京都。[7]
- 2023年 – Les Ateliers Courbet，美国纽约。[35]
- 2024年 – Galerie 5，国际光明日，新加坡。[6]
- 2024年 – Wayne Enterprises Experience，美国纽约。[36]